# Equirria
Gli Equirria (anche detti Ecurria, dal latino equicurria, cioè corse dei cavalli) erano una festività romana in onore di Marte, voluta da Romolo.

## Festività
La leggenda vuole che gli Equirria furono indetti per la prima volta proprio da Romolo stesso, in onore del proprio padre, il dio Marte, fatto testimoniato dal ritrovamento di antichi calendari romani, incisi nella pietra, dove entrambi sono raffigurati.
Gli Equirria erano parte di una serie di festività che scandivano alcuni momenti di passaggio dell'anno, come i Mamuralia (14 o 15 marzo), gli Agonalia (17 marzo), Tubilustrium (23 marzo), gli October Equus (15 ottobre) e gli Armilustrium (19 ottobre), tutte festività che segnavano il passaggio da o alla stagione invernale, e quindi da o alla stagione militare.

## Luoghi di svolgimento
Le corse degli Equirria si tenevano al Campo Marzio, probabilmente nel Trigarium, terreno di allenamento alle gare equestri ubicato nel margine nordoccidentale del Campo Marzio, al di fuori dal Pomerium, che segnava i confini sacri di Roma, dove l'esercito in armi non poteva entrare.
Vi sono anche altre tesi che sostengono che questi giochi si tenessero nel Tarentum, luogo dove originariamente si tenevano i Ludi Tarentini, che più tardi diventeranno i Ludi Saeculares, oppure vicini all'Altare di Marte.
Quale che fosse il luogo originario in epoche più recenti gli Equirria vennero trasferiti dal Campo Marzio al Celio, al riparo dalle inondazioni del Tevere.